# Zimtkassie
Die Zimtkassie (Cinnamomum cassia), auch Chinesischer Zimtbaum genannt, ist eine Pflanzenart aus der Gattung Cinnamomum innerhalb der Familie der Lorbeergewächse (Lauraceae). Das ursprüngliche Verbreitungsgebiet ist das südliche China und sie wird dort 肉桂,  rou gui genannt. Sie liefert mit ihrer Zweigrinde den sogenannten Cassiazimt, auch Gewürzrinde (lateinisch Cassia lignea) genannt, der oft als eine minderwertigere Sorte von Zimt bezeichnet wird. Trotz dieser Verwechslung ist Kassia kein echter Zimt, sondern ein eigenes Gewürz.

## Beschreibung

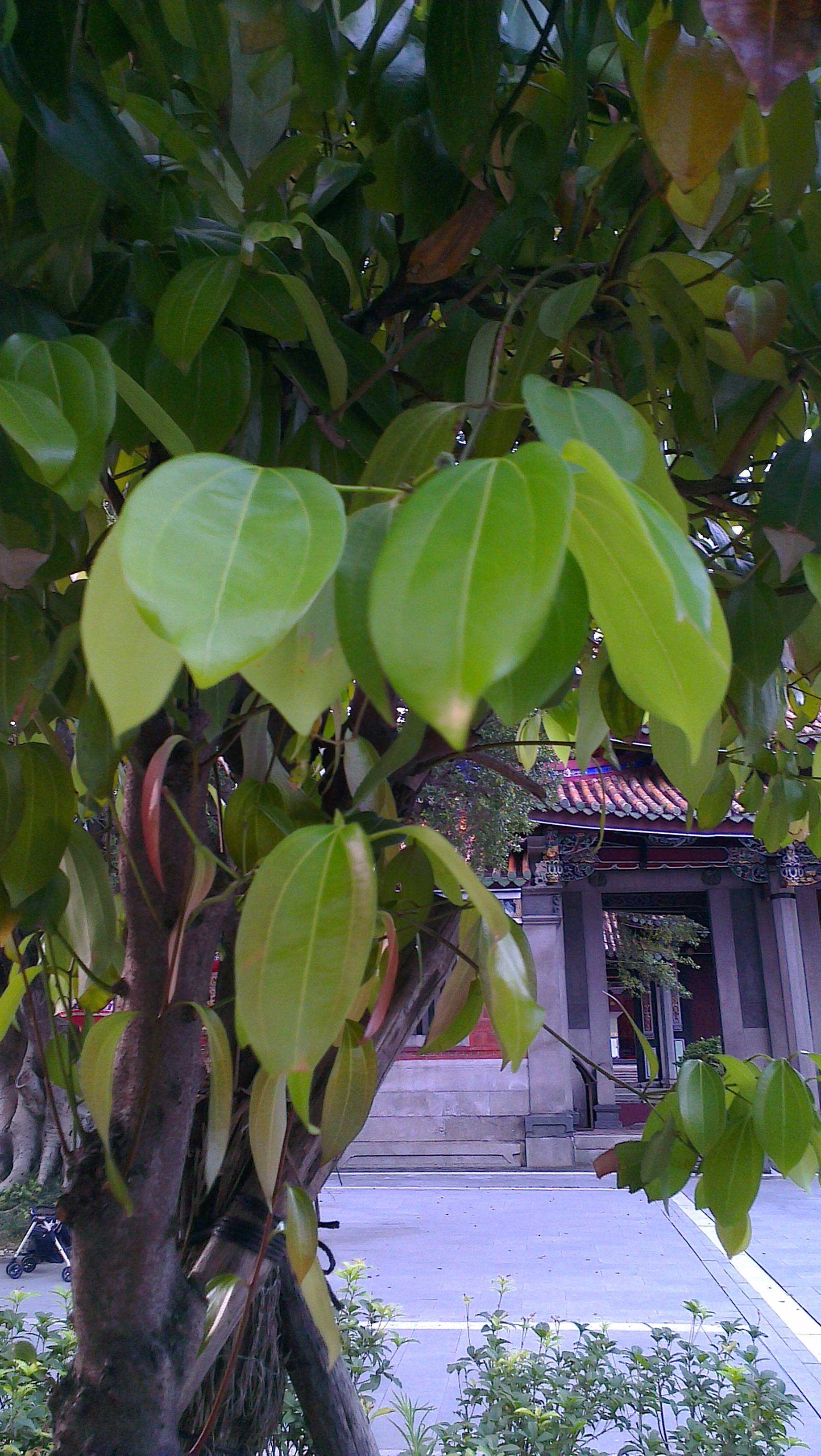
Blätter der Zimtkassie mit gut erkennbarer Träufelspitze

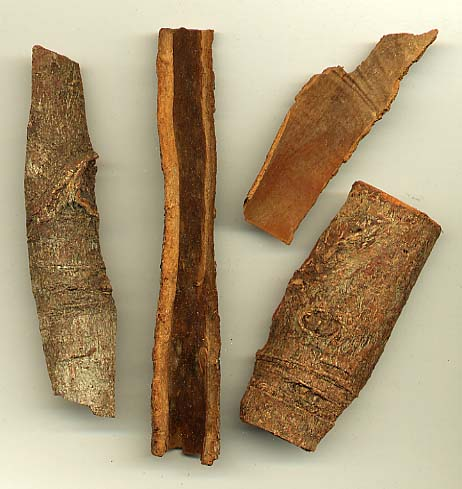
Rinde

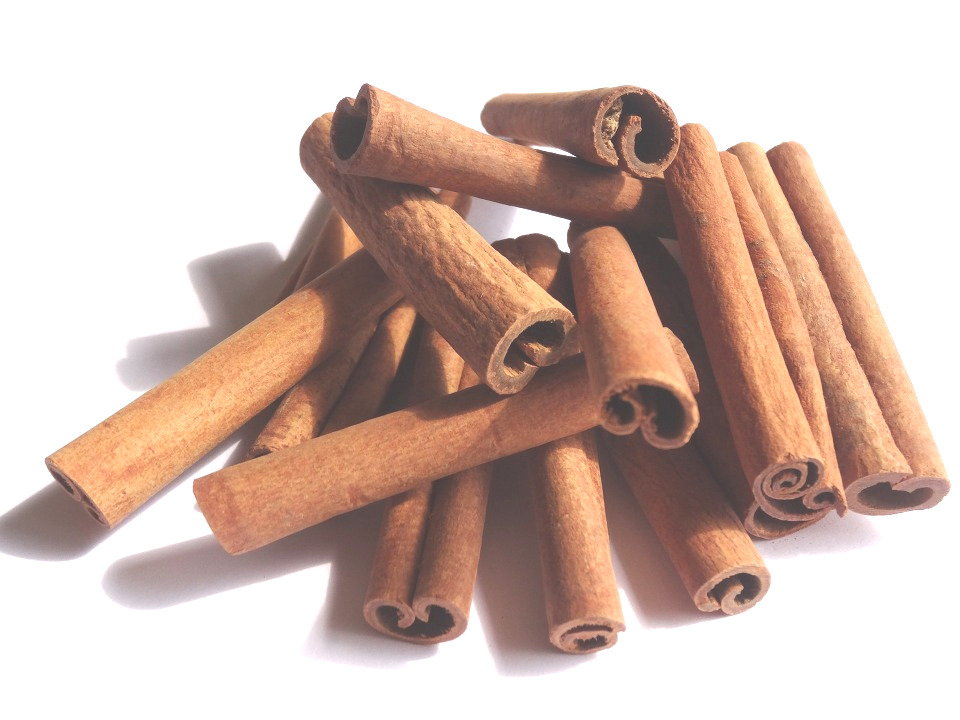
Cassiazimtstangen; man sieht im Unterschied zum Ceylon-Zimt eine einzelne, dicke Rindenschicht, die sich an beiden Enden einrollt und daher keine geschlossene Stange ergibt.

### Erscheinungsbild, Rinde und Blatt
Die Zimtkassie wächst als immergrüner, mittelgroßer Baum und erreicht Wuchshöhen von etwa 12 m. Die Borke, die Zweige und die Laubblätter duften sehr stark.
Die grau-braune Borke ist voll ausgebildet bis zu 13 mm dick. Ein Jahr alte, stielrunde Zweige besitzen eine dunkelbraune Rinde, die längsgestreift und etwas flaumig behaart ist. Die diesjährigen, mehr oder weniger vierkantigen Zweige besitzen eine gelbbraune Rinde, die längsgestreift und dicht gräulich-gelb filzig behaart (Indument) ist. Die Endknospen sind mit einer Größe von etwa 3 mm relativ klein. Die sich dachziegelartig überlappenden Knospenschuppen sind breit-eiförmig mit zugespitztem oberen Ende und dicht gräulich-gelb filzig behaart.
Die wechselständig bis fast gegenständig an den Zweigen angeordneten Laubblätter sind in Blattstiel und Blattspreite gegliedert. Der kräftige, 1,2 bis 2 cm lange Blattstiel ist gelb filzig behaart (Trichome) und auf der Oberseite flach oder im unteren Bereich etwas gefurcht. Die einfache, ledrige Blattspreite ist bei einer Länge von meist 8 bis 16, selten bis zu 34 cm sowie einer Breite von 4 bis 5,5, selten bis zu 9,5 cm schmal-elliptisch bis fast-lanzettlich mit spitzer Spreitenbasis und leicht spitzem oberen Ende. Der Blattrand ist ohne Chlorophyll und nach oben eingerollt. Die Blattunterseite ist matt grünlich sowie gelb filzig behaart und die -oberseite ist glänzend grün sowie kahl. Es sind drei Haupt-Blattadern vorhanden. Die Mittelader und im unteren Bereich auch die beiden anderen Hauptadern sind auf der Blattunterseite deutlich erhaben und auf der -oberseite deutlich eingesenkt. 5 bis 10 mm oberhalb der Spreitenbasis entspringen die beiden seitlichen Hauptadern und verlaufen zuerst fast gegenständig, steigen bogenförmig auf und verschwinden dann unterhalb der Spreitenspitze. Außerhalb der beiden seitlichen Hauptadern befinden sich viele Seitenadern, bogenförmig verbunden sind. Die querverlaufenden Blattadern sind gewellt und mit einem Abstand von 3 bis 4 mm fast parallel verlaufend; sie sind auf der Blattunterseite deutlich erhaben sowie auf der -oberseite kaum erkennbar und sie sind mit kleinen Blattadern verbunden, die nur auf der Blattunterseite erkennbar sind. Es sind keine Nebenblätter vorhanden.

### Blütenstand und Blüte
Die Blütezeit reicht in China von Juni bis August. Der gelb filzig behaarte Blütenstandsschaft ist etwa halb so lang wie der Blütenstand. Der seiten- bis fast endständige Gesamtblütenstand ist 8 bis 16 cm lang und dreifach verzweigt, wobei die oberste Verzweigung aus einem dreiblütigen, zymösen Teilblütenstand besteht. Die Blütenstandsachse (Rhachis) ist gelb filzig behaart. Der 3 bis 6 mm lange Blütenstiel ist gelblich-braun filzig behaart.
Die zwittrigen Blüten sind radiärsymmetrisch und dreizählig. Es sind vier Kreise mit je drei Staubblättern vorhanden. Es sind zwei Kreise mit je drei fast gleichen Blütenhüllblättern vorhanden. Die etwa 4,5 mm langen, weißen Blütenhüllblätter sind innen und außen gelblich-braun filzig behaart. Die Blütenhüllblätter sind auf einer Länge von etwa 2 mm kurz zu einer verkehrt-konischen Perianthröhre verwachsen. Die freien Bereiche der fast gleichen Blütenhüllblätter sind bei einer Länge von etwa 2,5 mm sowie einer Breite von etwa 1,5 mm eiförmig-länglich mit stumpfem bis fast spitzem oberen Ende. Alle neun Staubblätter der ersten drei Kreise sind fertil. Die eiförmig-länglichen Staubbeutel bestehen aus zwei Theken mit jeweils zwei Pollensäcken. Die Staubblätter des ersten und zweiten Kreises sind etwa 2,3 mm lang; sie besitzen an den etwa 1,4 mm langen Staubfäden keine Drüsen, sind abgeflacht sowie im oberen Drittel verbreitert und die Staubbeutel bestehen aus zwei introrsen Theken. Bei den etwa 2,7 mm langen Staubblättern des dritten Kreise besitzen die etwa 1,9 mm langen Staubfäden an ihrem oberen Drittel jeweils zwei kreisförmig-nierenförmige Drüsen und ihre Staubbeutel besitzen seitlich-extrorse Theken. Die Staubblätter des vierten Kreises sind zu Staminodien umgewandelt. Die mit ihrem Stielchen etwa 2 mm langen Staminodien sind am oberen Ende pfleilförmig-dreieckig und ihr schlankes, abgeflachtes Stielchen ist etwa 1,3 mm lang sowie zottig behaart. Der kahle, oberständige, einkammerige Fruchtknoten ist bei einer Länge von etwa 1,7 mm eiförmig. Der Fruchtknoten enthält nur eine hängende, anatrope Samenanlage. Der schlanke Griffel ist etwa so lang wie der Fruchtknoten und endet in einer unauffälligen, relativ kleinen Narbe.

### Frucht und Samen
Die haltbaren Blütenhüllblätter sind an der Frucht bei einer Höhe von etwa 4 mm flachbecherförmig verwachsen mit gestutztem oder etwas gezähntem oberen Ende, das einen Durchmesser bis zu 7 mm aufweist. Die kahle, bei Reife schwarz-purpurfarbene, fleischige Steinfrucht ist bei einer Länge von etwa 10 mm sowie einer Breite von 7 bis 8, selten bis zu 9 mm ellipsoid und enthält nur einen Samen. Die Früchte reifen in China zwischen Oktober und Dezember. Der Samen enthält einen relativ großen, geraden Embryo, und es ist kein Endosperm vorhanden.

## Vorkommen
Das ursprüngliche Verbreitungsgebiet von Cinnamomum cassia ist das südliche China. Die Zimtkassie wird hauptsächlich in China, Indien, Laos, Thailand, Vietnam, Malaysia und Indonesien angebaut.

## Taxonomie
Die Erstveröffentlichung erfolgte 1753 unter dem Namen (Basionym) Laurus cassia durch Carl von Linné in Species Plantarum, 1, S. 369. Die Neukombination zu Cinnamomum cassia (L.) D.Don wurde 1825 durch David Don in Prodromus Florae Nepalensis, S. 67 veröffentlicht. Synonyme sind: Cinnamomum cassia Nees ex Blume 1826, Cinnamomum cassia Siebold 1830, Cinnamomum cassia (L.) J.Presl 1825. Weitere Synonyme für Cinnamomum cassia (L.) D.Don sind: Persea cassia (L.) Spreng., Cinnamomum aromaticum Nees.

## Namensgebung
Der Trivialname Kassie und das botanische Artepitheton cassia hat seinen Ursprung im altgriechischen Wort κασία kasia. Diese griechische Bezeichnung ist vermutlich eine Entlehnung von semitischsprechenden Händlern (althebräisch קציעה qetsiiah). Man geht davon aus, dass diese Bezeichnungen für dieses Gewürz aus seinem Ursprungsgebiet China übernommen wurden. Es könnte ein Zusammenhang bestehen mit dem nordost-indischen Volk der Khasi, das in den Khasi-Bergen in Meghalaya und Assam sowie in Bangladesch siedelt, wo es um 1500 n. Chr. erstmals erwähnt wird. Die Bezeichnung könnte auch ursprünglich vom sumerischen Wort gazi (akkadisch kasû) abgeleitet sein, dieses Wort bezeichnet ein Gewürz, dessen Übersetzung ‚Zimt‘, ‚Süßholz‘ oder ‚Senf‘ ist.

### Trivialnamen in unterschiedlichen Sprachen
Für die Zimtkassie bestehen bzw. bestanden auch die weiteren deutschsprachigen Trivialnamen: Kaneel und chinesischer oder englischer Zimt. Für gröbere Stücke der Rinde sind auch die Bezeichnungen Cassianholzegeiss (mittelhochdeutsch), Holzgatz, Holzkassie und Holzkatz (mittelhochdeutsch) belegt.
Trivialnamen in unterschiedlichen Sprachen sind beispielsweise:
- Chinesisch (Kantonesisch): 官桂,  gùn gwai, 桂心,  gwai sàm, 牡桂,  máuh gwai, 肉桂,  yuhk gwai, 玉桂,  yúk gwai, 紫桂,  jih gwai
- Chinesisch (Mandarin): 官桂,  guān guì, 桂心,  guì xīn, 牡桂,  mǔ guì, 肉桂,  ròu guì, 玉桂,  yù guì, 紫桂,  zǐ guì, 桂皮,  guì pí, 桂,  guì
- Englisch: Cassia, Chinese cassia, Bastard cinnamon, Chinese
- Französisch: Casse, Canéfice, Cannelle de Chine, Cannelle de Cochinchine, Cannellier casse, Cannelier de Chine, Cannelle bâtarde, Laurier casse
- Spanisch: Canela de la China, Canelero chino
- Portugiesisch: Canela-da-china, Cássia, Cássia-aromática
- Arabisch: دارسين, Dâr sînî, Dâr sînî ed dûn, Dâr sûss, Salîkhah
- Bengalisch: দাড়চিনি Darchini
- Sanskrit: Chadana, Pattra, Sthula tvak, Tamaala patra, Tamaalaka, Tvakpatrakka, UtkaTa

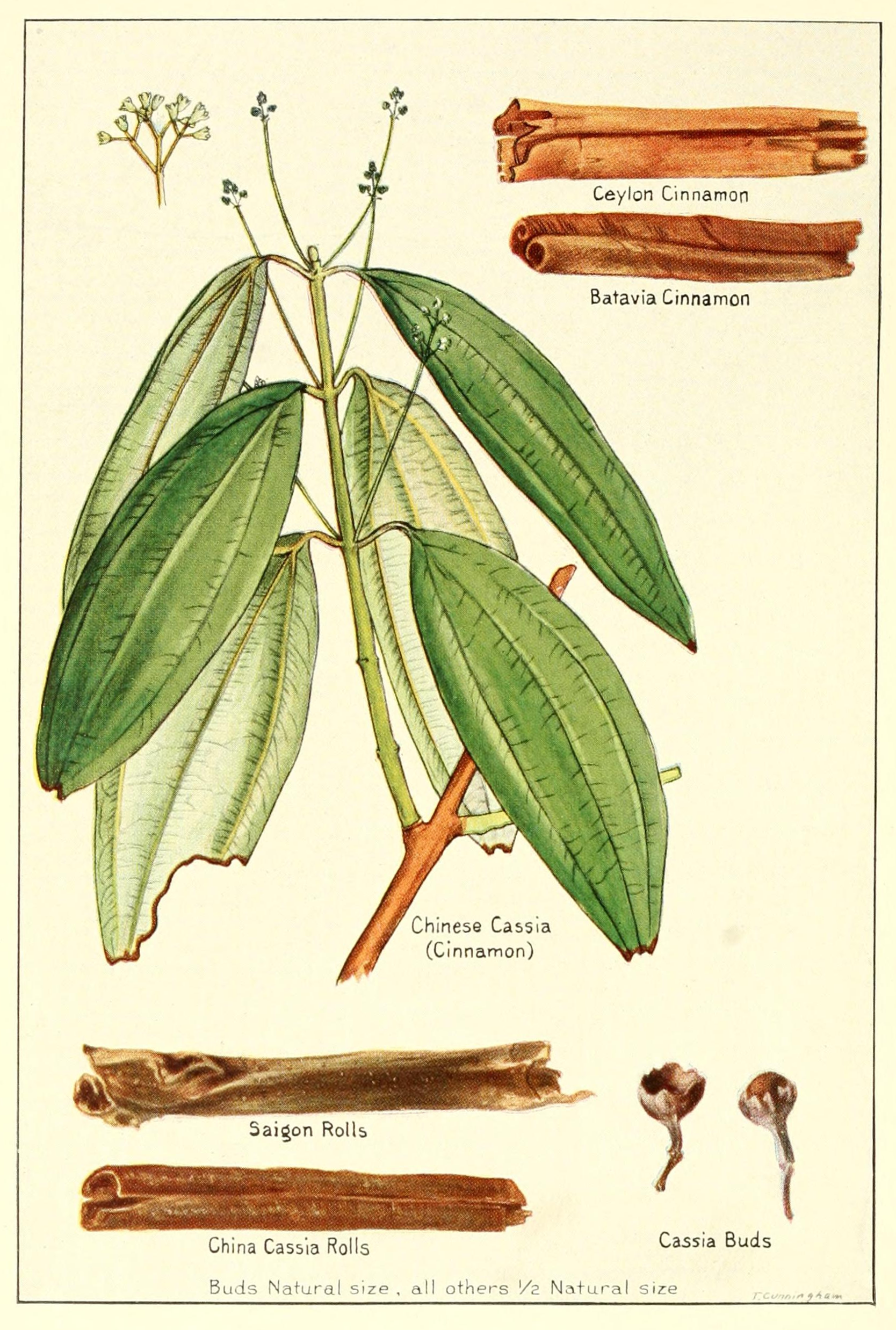
Illustration

## Nutzung
Die getrocknete Rinde, englischer, indischer, gemeiner Zimt, Mutterzimt oder Cassiazimt genannt, wird als Gewürz verwendet. Stark aromatisch, süß und warm, aber auch etwas bitter und schleimig. Im Vergleich zu Ceylon-Zimt fehlt dem Cassiazimt die „Lebendigkeit“ des Zimtgeschmackes.
Zimt der Zimtkassie enthält 1,5–4 % ätherisches Öl, das zu 75–90 % aus Zimtaldehyd besteht. Er ist im Gegensatz zu anderen Zimtsorten praktisch frei von Eugenol, enthält jedoch in geringer Menge Salicylaldehyd, Methylsalicylaldehyd, Benzaldehyd, Methyl-o-cumaraldehyd, Cumarin, Essigsäurezimtester, Benzoesäure, Zimtsäure sowie höhere Fettsäuren und andere Verbindungen.
Die getrocknete Rinde wird auch als Droge verwendet und „Cinnamomi Cassiae Cortex“, cassia lignea, cassiae cortex, ramulus cinnamomi genannt. Die Rinde wird gemahlen zu Zimtrindenpulver (Name der Droge: Cinnamomi cassiae corticis pulvis). Die medizinischen Wirkungen sind hauptsächlich Förderung der Motilität, antibakteriell, fungistatisch, lipid- und blutzuckersenkend. Anwendungen sind bei Appetitlosigkeit, Verdauungsstörungen, Blähungen und als Geschmackskorrigens. Es gab auch Untersuchungen zur Verwendung bei Diabetes, dazu liegen keine hinreichenden Ergebnisse vor.
„Kassienblüten“ oder „Zimtblüten“ (Name der Droge: Cassiae flos) werden seit dem Mittelalter als Gewürz verwendet; es sind die gestielten jungen Früchte.
Aus den Laubblättern oder vielleicht auch aus den Rindenabfällen wird durch Wasserdampfdestillation ein Öl gewonnen, das „Oleum Cinnamomi“, Chinesisches Zimtöl, Zimtkassienöl oder Cassiaöl genannt wird. Das Holz ist geruchlos und wird als Feuerholz verwendet.
Bei der Zimtkassie wird die borkige Rinde direkt als Gewürz verwendet (daher auch der deutsche Name „Gewürzrinde“). Die sechs- bis siebenjährigen Zweige werden entrindet. Die Rinde wird meist nur sehr oberflächlich von den äußeren Teilen, dem Korkmantel, befreit und getrocknet.
Um feinere Cassia-Qualitäten zu erhalten, wird die oft flechtenbewachsene, gerbstoffhaltige Borke abgeschält. Dadurch verbessert sich der Geschmack, denn der Zimt schmeckt umso herber, je gerbstoffhaltiger er ist.
Die Zweigrinde (griechisch-lateinisch Xylocassia, gelegentlich auch xilocassia und lateinisch Cassia lignea) des Cassia-Zimts ist grundsätzlich viel dicker und gröber als die des Ceylon-Zimtbaums (Cinnamomum verum). Sie rollt sich im Gegensatz zu dieser von beiden Seiten zylindrisch ein.
Im Mittelalter wurde die Zimtrinde (cassia lignea) durch Beimischung von Kapernwurzelrinde gestreckt.

## Mögliche Gesundheitsrisiken
In dem im Vergleich zum Ceylonzimt preisgünstigeren Cassiazimt ist das bei hohen Dosen gesundheitsschädliche Cumarin in um ein Vielfaches höheren Dosierungen enthalten. Besonders bei der industriellen Herstellung und Verwendung von Zimt wird der teurere Ceylonzimt immer wieder mit Cassiazimt verschnitten, so dass Cumarin in die Endprodukte gelangt.
Zuletzt im Herbst 2006 wurden in Deutschland (Rheinland-Pfalz) Zimtprodukte entdeckt, die 103 mg Cumarin pro Kilogramm aufwiesen, während der Höchstwert der Aromenverordnung nur 2 mg/kg beträgt (bis 1. November 2006 jedoch 67 mg/kg). Nach früheren Untersuchungen in Nordrhein-Westfalen vom Januar 2006 warnte im Juni 2006 das Bundesinstitut für Risikobewertung (BfR) in einer Stellungnahme vor dem Verzehr großer Mengen von Zimt und zimthaltigen Produkten: Schon bei Verzehr von 20 Gramm der höchstbelasteten Zimtsterne täglich (das entspricht bei vielen Marken drei Stück) über einen längeren Zeitraum würde die maximal tolerierbare Aufnahme bei Kleinkindern erreicht werden. Eine zweite Stellungnahme des BfR bezieht sich auf Zimtkapseln, die zur Behandlung von Diabetes mellitus Typ II verkauft werden. Weitere Kontrollen wurden im Oktober 2006 vom Verbraucherministerium angekündigt.
Einen eindeutigen Beleg für die angebliche Gefährlichkeit von Cumarin beim normalen Gebrauch von cumarinhaltigen Gewürzen gibt es allerdings bis zum heutigen Tage nicht. In allen Studien trat eine gesundheitschädigende Wirkung erst nach extremen Überdosierungen bei Versuchen an Ratten auf.

## Weiterführende Literatur
- Rezuanul Islam, Rejaul Islam Khan, Sharif M Al-Reza, Yong Tae Jeong, Chi Hyun Song, M. Khalequzzaman: Chemical composition and insecticidal properties of Cinnamomum aromaticum (Nees) essential oil against the stored product beetle Callosobruchus maculatus (F.). In: Journal of the Science of Food and Agriculture. Band 89, Nr. 7, 2009, S. 1241–1246. doi:10.1002/jsfa.3582.

- Karte mit allen verlinkten Seiten:
- OSM |
- WikiMap